# My Own Prison
My Own Prison es el álbum debut de la banda de rock Creed, lanzado el 14 de april de 1997. Este álbum fue certificado 6x Platino y se encuentra en el grupo de los 200 álbumes más vendido en los Estados Unidos de todos los tiempos.
Wind-up Records trató de relanzar el disco en un paquete de 10.º aniversario del grupo, pero fue rechazada

## Lista de canciones
1. "Torn" (Stapp/Tremonti) – 6:24
2. "Ode" (Stapp/Tremonti) – 5:01
3. "My Own Prison" (Stapp/Tremonti) – 5:43
4. "Pity for a Dime" (Stapp/Tremonti) – 5:38
5. "In America" (Stapp/Tremonti) – 5:03
6. "Allusion" (Stapp/Tremonti) – 4:45
7. "Unforgiven" (Stapp/Tremonti) – 3:44
8. "Sister" (Stapp/Tremonti) – 5:37
9. "What's This Life For" (Stapp/Tremonti) – 4:29
10. "One" (Stapp/Tremonti) – 5:27

## Listas de éxito

### Álbum -Billboard
| Año  | Lista         | Posición |
| ---- | ------------- | -------- |
| 1997 | Heatseekers   | 1        |
| 1997 | Billboard 200 | 22       |

### Sencillos -Billboard
| Año  | Sencillo               | Lista                  | Posición |
| ---- | ---------------------- | ---------------------- | -------- |
| 1997 | "My Own Prison"        | Mainstream Rock Tracks | 2        |
| 1997 | "My Own Prison"        | Modern Rock Tracks     | 7        |
| 1998 | "One"                  | Mainstream Rock Tracks | 2        |
| 1998 | "One"                  | Modern Rock Tracks     | 2        |
| 1998 | "Torn"                 | Mainstream Rock Tracks | 3        |
| 1998 | "What's This Life For" | Mainstream Rock Tracks | 1        |
| 1998 | "What's This Life For" | Modern Rock Tracks     | 10       |
| 1999 | "One"                  | Billboard Hot 100      | 70       |

## Miembros
- Scott Stapp - Voz solista
- Mark Tremonti - Guitarra solista/rítmica, segunda voz, co-voz solista en "My Own Prison".
- Brian Marshall - Bajo
- Scott Phillips - Batería, percusión